# Giusellino Verna
Giusellino Verna (Bellinzona, 6 dicembre 1913 – La Galite, 27 settembre 1941) è stato un militare e aviatore italiano, particolarmente distintosi nella specialità aerosiluranti della Regia Aeronautica durante la seconda guerra mondiale. Per il suo comportamento nell'ultima missione fu decorato con la medaglia d'oro al valor militare alla memoria.

## Biografia

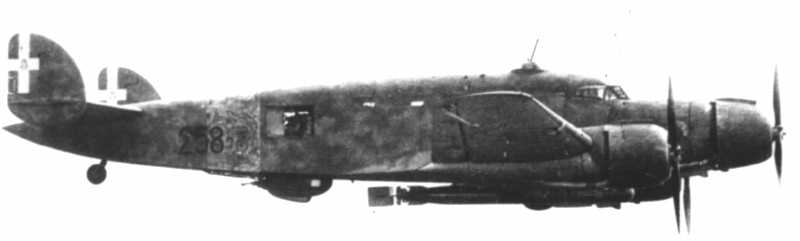
Il Savoia-Marchetti S.M.84 in versione aerosilurante.

Nacque a Bellinzona, Svizzera, il 6 dicembre 1913. Dopo aver conseguito il brevetto di pilota civile di secondo grado si arruolò nella Regia Aeronautica come ufficiale di complemento, venendo nominato sottotenente il 18 dicembre 1934. Assegnato alla Scuola di pilotaggio di Grottaglie, nel giugno 1935 conseguì il brevetto di pilota militare e poi fu mandato in forza al 14º Stormo Bombardamento Terrestre. Con lo scoppio della guerra d'Etiopia, nel dicembre dello stesso anno partì per l'Africa Orientale Italiana dove rimase fino al luglio 1937. Ritornato in Italia fu assegnato all'83º Gruppo Ricognizione Marittima di stanza ad Augusta, e il 14 dicembre dello stesso anno fu nominato sottotenente in servizio permanente effettivo per meriti di guerra. Divenuto tenente fu riassegnato alla specialità bombardamento, e fu promosso capitano nel maggio 1940. Con l'entrata in guerra del Regno d'Italia, avvenuta il 10 giugno dello stesso anno, fu trasferito in servizio al Comando del settore Est in Cirenaica. Nell'aprile 1941 chiese, ed ottenne, il trasferimento al 36º Stormo aerosiluranti, equipaggiato con i nuovi Savoia-Marchetti S.M.84, assumendo il comando della 259ª Squadriglia del 109º Gruppo.

### L'attacco al convoglio Halberd
Il 27 settembre 1941 alle 08:18 un ricognitore italiano individuò un gruppo di navi britanniche al largo dell'isola La Galite, 80 km a nord della Tunisia e lanciò l'allarme. Venne indicata la presenza di una portaerei, una nave da battaglia, quattro incrociatori e altre navi minori. Si trattava del convoglio Halberd partito da Gibilterra con lo scopo di rifornire Malta, e composto in realtà dalla portaerei Ark Royal, dalle navi da battaglia Prince of Wales, Rodney e Nelson, e da cinque incrociatori. Completavano la potente formazione navale i 18 cacciatorpediniere di scorta.
Le condizioni meteorologiche non erano buone, ma alle 12:15 undici aerosiluranti S.M.84 del 36º Stormo decollarono su allarme dall'aeroporto di Decimomannu. Il colonnello Riccardo Hellmuth Seidl comandante dello stormo pilotava uno degli aerei alla testa del 109º Gruppo, mentre il maggiore Arduino Buri guidava il 108º Gruppo. Si unirono alla missione altri undici aerosiluranti S.79 del 130º Gruppo decollati quasi mezz'ora prima dal vicino aeroporto di Cagliari-Elmas. La scorta era composta da aerei da caccia Fiat C.R.42 Falco del 24º Gruppo..
Durante il volo, i gruppi si separarono anche per le cattive condizioni meteorologiche. Essendo gli S.M.84 più veloci, furono i primi ad arrivare sulle navi inglesi. Il 108º Gruppo del maggiore Buri, composto da cinque S.M.84 fu il primo ad avvistare il convoglio inglese e alle 13:00 attaccò. Colpito dalla contraerea il velivolo del ten. Danilo Barro entrò in collisione con quello del cap. Alfonso Rotolo ed entrambi precipitarono in mare, mentre quello del sott. ten. Pier Vincenzo Morelli fu abbattuto dopo il lancio del siluro. Malgrado il sacrificio degli equipaggi, nessun bersaglio venne colpito.
Seidl arrivò insieme agli altri quattro aerosiluranti del 109º Gruppo per secondo e alle 13:30 ordinò l'attacco. L'aereo del capitano Giusellino Verna venne abbattuto dai caccia inglesi Fairey Fulmar di scorta che tentarono di impedire l'avvicinamento degli aerei italiani. Il colonnello Seidl insieme all'aereo del capitano Bartolomeo Tomasino proseguirono sotto il fuoco nemico l'attacco alla HMS Nelson. La nave venne colpita da un siluro e danneggiata gravemente, secondo alcune fonti da Seidl, ma entrambi gli aerei vennero abbattuti dall'antiaerea della ''Prince of Wales e dello Sheffield.
Alla fine delle diverse ondate, furono sette gli aerei italiani abbattuti. Seidl, Tomasino, Rotolo e Verna morirono quel giorno e insieme a loro cadde il sergente maggiore Luigi Valotti che, con il suo caccia Fiat C.R.42 Falco, aveva tentato di distrarre l'artiglieria antiaerea compiendo evoluzioni acrobatiche sopra le navi finendo a sua volta abbattuto e ucciso. Ai  quattro piloti degli aerosiluranti venne assegnata la Medaglia d'oro al valor militare alla memoria, mentre a Valotti quella di bronzo.

### Fonti
1. 1 2 3  Ufficio Storico dell'Aeronautica Militare 1969, p. 278.
2. 1 2 3 4 5 6 7  Combattenti Liberazione.
3. 1 2 3 4  Gori 2006, p. 17.
4. 1 2 3 4 5 6  Gori 2006, p. 18.
5. 1 2 3 4 5 6 7  Surfcity.
6. 1 2 3 4 5  Gori 2006, p. 20.
7. ↑  Ufficio Storico dell'Aeronautica Militare 1977, p. 117.
8. ↑  Ufficio Storico dell'Aeronautica Militare 1977, p. 251.
9. ↑  Bollettino Ufficiale 1941, disp.48, pag.2280, e Bollettino Ufficiale 1942, disp.8, pag.364.